# دوري المحترفات لكرة القدم
دوري المحترفات لكرة القدم النسائية  (بالإنجليزية: Women's Professional Soccer)‏ وهو الدوري الخاص للنساء في الولايات المتحدة، بدأ في سنة 2007 وكان يضم 6 فرق، تم إلغائه لاحقاً وإستبداله بالدوري الوطني لكرة القدم للسيدات، أشهر الفرق التي نافست في هذا الدوري هو فريق ماجيك جاك وواشنطن فريدوم وفيلادلفيا إنديبيندنس وشيكاغو رد ستارز وبوسطن بريكرز ووسترن نيويورك فلاش.